# Кејхусрев II
Кејхусрев II или Кај-Кушрав II (ст. тур. كيخسرو, тур. II. Keyhüsrev, грч. Καϊχοσρόης Β΄) или пуним именом Гијас ад-Дин Кејхусрев ибн Кејкубад (ст. тур. غياث الدين كيخسرو بن كيقباد, тур. Gıyaseddin Keyhüsrev bin Keykubad; 1221 — Алије, 1246), био је селџучки румски султан (1237—1246). Током његове владавине се одиграла битка код Косе Дага, 1243. године, у којој је Румски султанат принуђен на покорност Монголском царству. Тиме је завршено златно доба султаната и његова моћ је почела да опада. Кејхусрев је узео персијског лава са сунцем као свој лични симбол, који ће касније постати амблем Румског султаната. Персијски лав се јавља и као декоративни мотив на султановим грађевинама.
Био је син румског султана Кејкубада I и његове супруге Махпари Хунат Хатун, Гркиње. Године 1228. Кејкубад је дао Кејхусреву на управу Ерзинџан, пошто га је освојио. Кејхусрев је касније присуствовао у походу на Ерзурум 1230. и Ахлат 1232. године. Кејкубад је умро 1237. године, а на самртној постељи је прогласио за наследика свог другог сина Рукнедина, рођеног из брака са ајубидском принцезом. Међутим, Кејхусрев је добио подршку анадолијских емира, прогласио се за султана и успео је да зароби Рукнедина и његовог брата Килиџ Арслана, који су потом по његовом наређењу били задављени. Нови султан је, попут свог оца, признавао врховну власт монголског великог кана Огатаја.
Године 1239. на источним падинама планине Таурус је букнуо устанак Турака предвођен харизматичним суфистичким проповедником Баба Исаком, који се прогласио за пророка. Устанак се брзо ширио по источним деловима султаната, на север чак до Амасије. Његовом ширењу додатно су допринеле противречности у самој земљи, између осталог, изразито изражен византијски културни утицај, укључујући хеленизованост самог султана, и политика верске толеранције, која је вођена махом из практичних економских разлога, на незадовољство Турака. Селџучке војске у Амасији и Малатији биле су уништене. Убрзо су пали Кајсери, Сивас и Токат. Гувернер Амасије је успео некако да зароби Баба Исака, који је био обешен 1240./1241. године. Међутим, то није значио крај побуне и побуњеници су кренули на престоницу Конију. Видевши да његова војска није у стању да угуши побуну, Кејхусрев је ангажовао латинске плаћенике, који су побуњеницима нанели коначан пораз код Киршехира. 
Устанак је у великој мери ослабио земљу, али изгледа да Кејхусрев није био довољно свестан тога. Године 1241. он је освојио Дијарбакир од Ајубида. Можда је ова победа утицала на њега да, преценивши своју снагу, одбаци монголску врховну власт, после смрти Огатај-кана исте године. Монголски гувернер у Персији Бајџу Нојан позвао га је да обнови своју потчињеност, да лично оде у Монголију, преда таоце и прихвати монголске даругачије. Када је Кејхусрев то одбио, Бајџу је објавио рат. Султан је први кренуо у напад и упао у Грузију, коју су Монголи већ били потчинили. Потом је уследио монголски напад. Бајџу је дошао до Ерзурума траживши његову предају. Предаја је била одбијена, а његов изасланик извређан. Уследила је двомесечна опсада, а затим пад града, али су се Монголи после тога повукли у Муганску равницу у данашњем Азербејџану.
Бајџу је почетком 1243. године обновио ратна дејства, напредовао је до Ерзурума у пратњи помоћних грузијских и јерменских одреда и поново понудио предају граду. Када је гувернер Јакут то одбио, Монголи су напали град, уз помоћ 12 катапулта уништили његове бедеме и освојили га. Кад је добио вест о паду Ерзурума, Кејхусрев је почео да окупља војску и пркосно послао Бајџуу поруку да је монголска војска заузела само један од његових многих градова.
Иако је одговор био овакав, монголски продор у Малу Азију је изазвао велики страх. Кејхусрев је склопио савез са свим својим суседима: Ајубидима, Никејским царством, Јерменским краљевством у Киликији и Трапезунтским царством, које је поред султаната било и највише угрожено. Јерменски краљ Хетум I се обавезао да пошаље султану војску, али није сигурно да ли је то заиста учинио. Султан је добио војну подршку од Трапезунта, Ајубида из Алепа и ангажовао је латинске плаћенике. Са овако окупљеном војском, која је била већа од монголске, Кејхусрев је кренуо из Коније на североисток, где се код Косе Дага од јуна налазила монголска војска. Две војске су се судариле на том месту 26. јуна. Почетна фаза битке била је неодлучна, да би се Кејхусрев потом, претрпевши веће губитке, у ноћи повукао.
Гонећи султана, Бајџу је успут потчинио Ерзинџан, Дивриги и Сивас, где се улогорио. Монголи су затим продрли до Кајсерија и после кратког отпора, освојили и тај град. Чувши за пораз, јерменски краљ је отпочео преговоре са Монголима. Кејхусрев је послао делегацију на челу са својим везиром Перванеом до Бајџуа у Сивас, схватајући да би даљи отпор само произвео већу катастрофу. Бајџу је понудио услове засноване на поновној покорности, а султан је био обавезан да сваке године плаћа данак у злату, свили, камилама и овцама, у количинама које би варирале. Скоро половину султаната су окупирали Монголи. Затим је врховну власт Монгола признао и Трапезунт, плашећи се последица због учешћа у бици код Косе Дага.
Иако су последице биле тешке и султанат на овај начин био трајно ослабљен, овим је Кејхусрев избегао најгоре и монголске војске су ускоро напустиле Малу Азију. Кејхусревов пораз је искористио никејски цар Јован III Дука Ватац да изврши корекцију граница у своју корист. Да би зауставио непријатељства са Никејом, Кејхусрев је био приморан да се 1244. године одрекне одржавања било каквих веза са константинопољским Латинским царством. На срећу по султана, Ватацова превасходна пажња била је окренута Европи, па од њега нису тражени већи уступци.
Догађаји који су се збили за време владавине Кејхусрева били су пресудни за историју султаната Рум и света уопште, јер су, бежећи пред Монголима, турска племена долазила у Малу Азију, нарочито на западне границе султаната, над којим се све више губила контрола и у ком ће бити постављени темељи будућег Османског царства.
Кејхусрев II је умро 1246. године, још увек млад, у граду Алије. На престолу га је, упркос његовој жељи, наследио син Кејкавус II. Тада је наступио прави распад централне власти, јер су сви његови синови били малолетни, а, делимично услед сукоба међу самим Селџуцима, делимично из жеље Монгола да држе султанат покорним, земља је била подељена између његова три сина.
Кејхусрев је имао више жена, од којих су најзначајније Гурџу Хатун, по рођењу Тамара, кћерка грузијске краљице Русудан; Продулија, кћерка грчког свештеника; и Газија Хатун, кћерка ајубидског владара Алепа Ел Азиз Мухамеда. Кејкавус (рођ. 1235) је био најстарији султанов син, син Продулије. Други син, Рукнедин Килиџ Арслан (рођ. 1237), био је син Туркиње из Коније или Гркиње. Трећи син, Кејкубад (рођ. 1239), кога је Кејхусрев и наменио за наследника, био је син са Гурџу Хатун. Султан је био највише наклоњен Гурџу Хатун, што је за последицу имало да током његове владавине односи са Грузијом буду генерално пријатељски. Између осталог, грузијски претендент Давид, Русуданин синовац, боравио је као затвореник на двору румског султана по жељи краљице.